# Yasa
Ne doit pas être confondu avec Yassa (homonymie).
Yasa (nom pali, en sanskrit: Yashas) était un bourgeois de Varanasi, en Inde, au temps de Gautama Bouddha. Il devint son sixième disciple et atteint l'illumination. Il devint ensuite moine et prêcha. Un siècle plus tard environ, un second Yasa a laissé une empreinte historique pour sa participation au second concile bouddhique notamment pour sa ligne de pensée dénuée d'intérêt qui ne souhaitait pas que les moines touchent de l'or et de l'argent.